# Volta (álbum)
Volta es el sexto álbum de estudio, nominado a los Grammy, de la cantante islandesa Björk, lanzado el 7 de mayo de 2007. Este álbum se centra más en el impulso emocional que la lógica y la expectativa, incluyendo instrumentos de viento-metal y tambores. Es menos introspectivo que Medúlla y compone diez nuevas canciones.
El álbum fue lanzado oficialmente el 2 de mayo de 2007, a pesar de sufrir una publicación previa accidental en iTunes en la medianoche del 23 de abril de 2007 por un total de seis horas. Esto llevó que el disco se filtrara en la Internet al siguiente día. Volta fue certificado plata en Reino Unido.
En una entrevista hecha por la página musical Pitchfork, Björk comentó acerca del álbum:

Pero con este álbum, fue diferente porque sabía que quería algo más emocionante. Y porque he elaborado dos o tres proyectos que fueron muy serios, quizás necesitaba sacar todo esto de mí. Todo lo que realmente quería hacer para este álbum era sólo divertirme.

## Desarrollo

### "Retorno al pop"
En el período previo al lanzamiento del álbum, muchos medios de comunicación estaban alabando el álbum como un retorno al supuesto "pop" de los anteriores álbumes como solista de Björk como Debut y Post. Esto se debió en parte a la inclusión de tres canciones co-producidas por Timbaland, donde en una entrevista declaraba que siete canciones co-producidas por él estarían en él, aunque no aparecieran todo en la elección final del álbum. Como la noticia de Björk trabajando con Timbaland se difundió por el internet, muchos sitios web comenzaron a especular sobre si el álbum sería con un toque "hip hop" con sabor. Además, de que Timbaland referenciara al álbum, en una entrevista, como algo "hip hop".

Es una locura. Esta noche voy a escucharlo. Es hip hop. Realmente no puedo describirlo - Si lo tuviera en mano ahora, dejaría que lo reproduzca. Esa es la mejor manera para que entienda, y me gustaría que me diga que le parece.

La ezine Pitchfork Media, en su primera entrevista exclusiva con Björk para la promoción de Volta, Björk cita diciendo que el nuevo álbum sería "de cuerpo completo y grande". Esto fue tomado por los fanes como una prueba más de una forma más "pop" del álbum (en comparación con su producción más reciente). Una semana más tarde, el jefe de compañía de discos de Björk, Derek Birkett, anunció el nuevo álbum como "lo más comercial que haya hecho" en Music Week, el periódico para la industria discográfica del Reino Unido.

### Promoción viral
Como parte de la promoción del álbum, a fines de marzo de 2007 se pusieron en circulación muestras de las pistas del disco, de pocos segundos de duración, a través de un misterioso perfil aparecido en myspace, llamado "Itshardtofindabandname", cuyo reproductor de música contenía breves muestras de Innocence (llamado "Thereza Is He"), Earth Intruders ("Denoisering"), The Dull Flame of Desire ("O is For All Ages"), y lo que parecía ser un segmento poco trabajado de Declare Independence o una canción dance desconocida, pero con la voz de Björk (bajo el título de "Work In Progress"). Pronto, dichos segmentos fueron difundidos ampliamente por el portal Youtube.
Como dato curioso, la tienda en línea iTunes de Inglaterra puso accidentalmente a disposición de los usuarios el álbum completo el 23 de abril, varias semanas antes de su lanzamiento oficial programado para mayo.

### Colaboradores
- Timbaland (productor de R&B y hip-hop); Ha trabajado con Björk en tres canciones de este álbum (Earth Intruders, Innocence y Hope). Dieciséis canciones fueron grabadas durante las sesiones de grabación, las cuales fueron grabadas en 4 estudios del centro de Manhattan en Nueva York, EE. UU..[5][6][7][8] Jimmy Douglas y Halsey Quemere fueron Ingeniero y asistente de ingeniero respectivamente.[9] Por un momento, Timbaland pensaba incluir una de las canciones que escribió con Björk en su nuevo álbum, pero no resultó ser así.[10] El primer single de Volta, Earth Intruders, está coproducida por Timbaland.[11]
- Antony Hegarty (cantante de la banda Antony and the Johnsons; dos dúos aparecerán en el álbum, "My Juvenile".[12][13] y "The Dull Flame of Desire"[14] (La colaboración surgió en Jamaica)[15]
- Brian Chippendale (Baterista/vocalista de la banda Lightning Bolt)
- Chris Corsano (Baterista)
- Toumani Diabaté (músico de kora maliense)
- Mark Bell (Músico y productor de grabación; ha sido colaborador en el álbum Homogenic)
- Sjón (Autor; ha escrito las canciones "Bachelorette" y "Oceania"; el colaborará con una canción escrita para este álbum: Wanderlust)[16]
- Konono N°1 (Grupo musical de Kinshasa, República Democrática del Congo; canción grabada en junio de 2007 en Bruselas)[17]
- Min Xiao-Fen (China tocadora de la pipa que colabora en "I See Who You Are")
- Björk ha puesto juntas un grupo de 10 mujeres que tocan en tres canciones del álbum.[18]

## Inspiración

### Significado del título
Sobre el significado de «volta» como título del álbum, Björk habla sobre esto:

Siempre estoy en busca de palabras que tienen algún tipo de energía. Por lo general, el nombre simplemente llega, de una revista o alguien diciendo algo. Yo había esperado durante años mientras trabajaba en el álbum pero no vino. En las letras hay palabras como «tensión» y «vudú», que me pareció ser demasiado comunes de alguna modo. Siempre he tratado de elegir los títulos que están en clase de latín o algo, que no son inglés, que es un poco gracioso, porque nosotros, los europeos encontrar latinos resulta ser una especie de lenguaje neutral ... Pero encontré Volta ...

No recuerdo cómo ocurrió, pero busqué en Google y encontré que es el nombre de un científico en Italia, que inventó la batería, y también un río en África, que había sido construida por hombres, y una laguna, construido por los hombres llamada Lago Volta. Así que varias partes entran en ella. Yo no voy al nombre de algo específico, las personas pueden adivinar por sí mismos lo que es. También hay un baile medieval que lleva ese nombre, un baile muy divertido que es muy difícil de aprender. Por lo tanto, tengo un montón de cosas en una palabra: un baile, un río en África, que ya no funciona, y la batería. Así que está bien - esto encaja.
Björk

### Otras experiencias
Björk visitó en 2005, Banda Aceh, el pueblo que resultó como más de 180.000 muertos por el tsunami del sudeste asiático. Fue tan impactante para Björk que le sirvió de inspiración para crear «Earth Intruders». Según la entrevista dada a MTV.com, Volta es una expresión del sufrimiento por la raza humana, y con pensamiento crítico, al igual de la frase «Construiré un altar, alejado de todos los Osamas y Bushes» de Mouths Cradle, del álbum Medúlla. Para colaborar por las causas benéficas llevadas a cabo luego del desastre en Asia, Björk y sus fanes remasterizaron «Army of Me» de Post.

## Ediciones del CD
Existen varias versiones del CD que fueron lanzados en diferentes países como Reino Unido, Argentina, Australia, Canadá, Europa, Francia, Alemania, Hungría, Indonesia, Japón, Malasia, Polonia, Rumanía, Rusia, Taiwán, Tailandia y EE. UU..
Reino Unido
- Volta UK 2x12inch (180g heavy vinyl edition)
- Volta UK 2x12inch (200g heavy vinyl edition)
- Volta UK CD (jewelcase)
- Volta UK CD (digipak)
- Volta UK CD/DVD
- Volta UK CDR promo (10 canciones)
- Volta UK CDR promo (11 canciones)

Argentina
- Volta Argentina CD
- Volta Argentina CD promo

Australia
- Volta Australia CD

Canadá
- Volta Canada CD

Europa
- Volta Europe 2x12inch

Edición de vinilo de 182g, lanzado en una caja especial con dos lengüetas unidas por una pegatina, al abrir se pueden ver cinco carátulas de LP conteniendo las grabaciones.
- Volta Europe CD

Edición en digipack especial con dos lengüetas unidas por una pegatina, al abrirse puede verse una solapa superior que contiene el libreto de letras.
- Volta Europe CD/DVD

Edición en caja de cartón con dos lengüetas unidas por una pegatina, al abrirse pueden verse cinco pequeñas cajas de CD hechas en papel —de diferentes tamaños y colores—, cada una encerrada en otra más grande. Las más pequeñas contienen el CD y el DVD. También incluye un libreto con las letras.
El CD contiene la canción extra «I see who you are» (Mark Bell mix).
El DVD contiene las canciones en 5.1 DTS con fotos estáticas de Björk en el vestuario de Volta.
- Volta Europe CDR promo

CDR en caja de color claro.
Francia
- Volta France CD

Alemania
- Volta Germany CDR promo

Hungría
- Volta Hungary CD

Indonesia
- Volta Indonesia CD

Japón
- Volta Japan CD
- Volta Japan CD (re-release)

Malasia
- Volta Malaysia CD

Polonia
- Volta Poland CD

Rumanía
- Volta Romania CD

Rusia
- Volta Russia CD

Taiwán
- Volta Taiwan CD

Tailandia
- Volta Thailand CD promo

EE. UU.
- Volta US 2x12inch
- Volta US CD
- Volta US CD (limited)
- Volta US CD/DVD
- Volta US CDR promo

## Lista de canciones
| Volta |                                                       |                         |            |  |
| N.º   | Título                                                | Escritor(es)            | Duración   |  |
| 1.    | «Earth Intruders»                                     | Björk, Timbaland, Danja | 6:13/4.39* |  |
| 2.    | «Wanderlust»                                          | Björk, Sjón             | 5:51/7.25* |  |
| 3.    | «The Dull Flame of Desire» (featuring Antony Hegarty) | Björk, Fyodor Tyutchev  | 7:30       |  |
| 4.    | «Innocence»                                           | Björk, Timbaland, Danja | 4:27       |  |
| 5.    | «I See Who You Are»                                   | Björk, Mark Bell        | 4:22/4.06* |  |
| 6.    | «Vertebræ by Vertebræ»                                | Björk                   | 5:08/5.23* |  |
| 7.    | «Pneumonia»                                           | Björk                   | 5:14       |  |
| 8.    | «Hope»                                                | Björk, Timbaland        | 4:02/3.37* |  |
| 9.    | «Declare Independence»                                | Björk, Mark Bell        | 4:13/4.40* |  |
| 10.   | «My Juvenile» (featuring Antony Hegarty)              | Björk                   | 4.03       |  |
| 51:03 |                                                       |                         |            |  |

| Bonus tracks para iTunes |                                                                                    |          |  |
| N.º                      | Título                                                                             | Duración |  |
| 11.                      | «I see who you are» (bonus track para Reino Unido y Japón)                         |          |  |
| 12.                      | «Earth intruders» (Mark Stent extended edit) (Bonus track para iTunes Reino Unido) |          |  |
| 13.                      | «Innocence» (Mark Stent mix) (Bonus track para iTunes Reino Unido)                 |          |  |

- En algunas versiones del disco, los conocidos en inglés como outro de la mayoría de las canciones están de manera que son los intros de las ortras. Solo las canciones 3, 4, 7 y 10 son las mismas en todas las versiones del álbum.

| Bonus tracks para Europa |                                     |          |  |
| N.º                      | Título                              | Duración |  |
| 11.                      | «I see who you are» (Mark Bell mix) | 4:06     |  |

### Sencillos
- Earth intruders
- Innocence
- Declare independance
- Wanderlust
- The dull flame of desire

## Listas y posicionamiento
| Año  | Detalles del álbum                                                                                             | Posición más alta | Posición más alta | Posición más alta | Posición más alta | Posición más alta | Posición más alta | Posición más alta | Posición más alta | Posición más alta | Posición más alta | Certificación (Ventas) |
| Año  | Detalles del álbum                                                                                             | UK                | US                | AUS               | FRA               | CAN               | JPN               | SWE               | NOR               | GER               | ESP               | Certificación (Ventas) |
| ---- | --- | ----------------- | ----------------- | ----------------- | ----------------- | ----------------- | ----------------- | ----------------- | ----------------- | ----------------- | ----------------- | ---------------------- |
| 2007 | Volta - Séptimo álbum de estudio - Lamzamiento: 2 de mayo de 2007 - Sello: One Little Indian, Atlantic Records | 7                 | 9                 | 20                | 3                 | 6                 | 12                | 11                | 1                 | 9                 | 3                 | - UK: Plata            |

## Tour de promoción
Este es uno de los tour de Björk que más lugares ha recorrido, entre ellos Europa y Norteamérica, pero esta vez la gira se extendió a Latinoamérica, con fechas en Brasil, Argentina, Chile, Perú, Colombia y México. Por primera vez desde el tour de Post, visitará Australia y Nueva Zelanda.
La presente gira tiene, hasta el momento, fechas que se extienden hasta mayo de 2008, y que van incluyendo progresivamente nuevos destinos, como China e Indonesia.
En el tour, Björk se presenta con 14 músicos en escena: Mark Bell (beats), Chris Corsano (batería y percusión), Damian Taylor (reactable y programación), Jónas Sen (teclados), y las Icelandic brass section, conocidas en el tour como "Wonderbrass" quienes se encargan de la sección de vientos en el show. Ocasionalmente Björk contó con las colaboraciones del músico Toumani Diabaté y Min Xiao-Fen, quienes tocaron en el álbum.
Otra característica en sus conciertos es la inclusión del Reactable, instrumento creado en la universidad Pompeu-Fabra de Barcelona, España. Björk es hasta ahora, la primera y única artista en incluir este instrumento en sus presentaciones en vivo.
El tour Volta ha sido también testigo del creciente fastidio de Björk por las cámaras digitales y teléfonos móviles, que se alzan por cientos durante sus presentaciones en busca de grabar sus actuaciones. Hasta el momento son varias las ocasiones en las que la artista ha detenido sus shows para pedir al público que deje de utilizarlas.

### Controversias
La etapa asiática de la gira ha estado marcada por la polémica debido a las arengas y declaraciones de tono político que Björk emitió al cantar el tema "Declare Independence". El primer incidente se dio en Japón cuando la islandesa dio vivas a Kosovo, región perteneciente a Serbia y con una historia plagada de conflictos, que declaró su independencia del país balcánico días antes. Este comportamiento generó las quejas de los organizadores del Exit Festival de Serbia, un evento en el que Björk iba a ser la artista principal. El equipo de prensa de la cantante hizo público un mail de los organizadores, cuyo tono hacía evidente que la artista sería excluida del festival.
El segundo incidente fue en China, cuando dedicó "Declare Independence" a la región del Tíbet, sometida desde hace años por la represión del gobierno chino. Esto desató el fastidio de las autoridades culturales del país al considerar que Björk "ofendió los sentimientos del pueblo chino" además de violar las leyes del país, que prohíben a los artistas extranjeros expresar opiniones políticas. Como consecuencia, China evalúa limitar las actuaciones de artistas foráneos.
Debido a la repercusión de ambos incidentes Björk publicó en su página web oficial una nota en la que da su versión de los hechos:

"He sido cuestionada para dar alguna declaración después de dedicar mi canción 'Declare Independence' tanto a Kosovo como al Tíbet en diferentes ocasiones. Me gustaría puntualizar que no soy un político, por encima de todo soy músico y como tal siento que es mi deber intentar expresar la gama completa de emociones humanas. El impulso por declarar la independencia es sólo una de ellas, pero es de las más importantes en algún momento de nuestras vidas. Esta canción fue escrita con un pensamiento más personal pero el hecho de que haya sido traducido a un significado más amplio, como la lucha de una nación reprimida, me complace. Me gustaría desear a cada individuo así como a las naciones buena suerte en su batalla por su independencia. ¡Justicia!"

## Fechas del Tour Volta

### 2007
- Laugardalshöll en Reikiavik, Islandia 9 de abril de 2007 (no es considerado oficialmente como fecha pues solo tocó 3 canciones)
- Festival Coachella, California Estados Unidos 27 de abril
- Radio City Music Hall Nueva York, Estados Unidos 2 de mayo
- United Palace Theater Nueva York, Estados Unidos 5 de mayo (Concierto transmitido por radio en la cadena WNYC)
- Apollo Theater Nueva York, Estados Unidos 8 de mayo
- Auditorium Theater, Chicago 12 de mayo
- Red Rocks, Morrison, Colorado, Estados Unidos 15 de mayo
- Anfiteatro Shoreline en Mountain View, California, Estados Unidos 19 de mayo
- Deer Lake Park en Vancouver, Canadá 23 de mayo
- Sasquatch! Music Festival en George, Washington, Estados Unidos 26 de mayo

- Festival Glastonbury, Inglaterra 22 de junio (transmitido por la cadena BBC)
- Rock Werchter festival en Werchter, Bélgica 28 de junio
- Heineken Opener Festival en Gdynia, Polonia 1 de julio
- Roskilde Festival en Roskilde, Dinamarca 7 de julio
- Open air concert in the Westerpark en Ámsterdam, Holanda 8 de julio
- Museo Guggenheim Bilbao en Bilbao, País Vasco, España 13 de julio
- La Granja de San Ildefonso en Segovia, España 15 de julio
- La Plaza de Toros de las Ventas en Madrid, España 18 de julio
- No Borders Music Festival en Codroipo, Italia 21 de julio
- Paléo Festival en Nyon, Suiza 25 de julio
- Arena of Nîmes en Nimes, Francia 21 de agosto
- Arena of Nîmes en Nimes, Francia 23 de agosto
- Rock en Seine en París, Francia 26 de agosto
- Electric Picnic en Laois, Irlanda 31 de agosto
- Connect Music Festival en Argyll, Escocia 2 de septiembre

- Virgin Festival en Toronto, Canadá 8 de septiembre
- Fox Theatre en Detroit, Estados Unidos 11 de septiembre
- Austin City Limits Festival en Austin, Texas, Estados Unidos 14 de septiembre
- Fox Theatre en Atlanta, Estados Unidos 17 de septiembre
- Jacques-Cartier Pier en Montreal, Canadá 21 de septiembre
- Madison Square Garden en Nueva York, Estados Unidos 24 de septiembre

- TIM Festival en Río de Janeiro, Brasil 26 de octubre
- TIM Festival en São Paulo, Brasil 28 de octubre
- TIM Festival en Curitiba, Brasil 31 de octubre
- Teatro Gran Rex en Buenos Aires, Argentina 4 de noviembre
- Teatro Gran Rex en Buenos Aires, Argentina 7 de noviembre
- Estadio San Carlos de Apoquindo en Santiago, Chile 10 de noviembre
- Vértice del Museo de la Nación en Lima, Perú 13 de noviembre
- Palacio de los Deportes en Bogotá, Colombia 17 de noviembre
- Sonofilia Festival en Guadalajara, México 8 de diciembre
- Nokia Theatre en Los Ángeles, Estados Unidos 12 de diciembre
- Pearl Concert Theatre en Las Vegas, Estados Unidos 15 de diciembre

### 2008
- Big Day Out en Auckland, Nueva Zelanda 18 de enero
- Big Day Out en Gold Coast, Australia 20 de enero
- Sydney Opera House forecourt en Sídney, Australia 23 de enero
- Big Day Out en Sídney, Australia 25 de enero
- Big Day Out en Melbourne, Australia 28 de enero
- Big Day Out en Adelaida, Australia 1 de febrero
- Big Day Out en Perth, Australia 3 de febrero
- Jakarta Convention Center en Yakarta, Indonesia 12 de febrero
- Olympic Hall en Seúl, Corea del Sur 16 de febrero
- Budokan en Tokio, Japón 19 de febrero
- Budokan en Tokio, Japón 22 de febrero
- Osaka Castle Hall en Osaka, Japón 25 de febrero
- Hong Kong Asiaworld Arena en Hong Kong, China 28 de febrero
- Shanghai Changing Arena en Shanghái, China 2 de marzo
- Manchester Apollo en Mánchester, Inglaterra 11 de abril
- Hammersmith Apollo en Londres, Inglaterra 14 de abril
- Hammersmith Apollo en Londres, Inglaterra 17 de abril
- Hammersmith Apollo en Londres, Inglaterra 20 de abril
- Plymouth Pavilions en Plymouth, Inglaterra 22 de abril
- Wolverhampton Civic Hall en Wolverhampton, Inglaterra 25 de abril
- Waterfront Hall en Belfast, Irlanda del Norte 28 de abril
- The Empress Ballroom en Blackpool, Inglaterra
- Sheffield City Hall en Sheffield, Inglaterra 4 de mayo
- Hertfordshire Wild in the Country Festival, Inglaterra 5 de julio
- Arena Riga, Letonia 16 de julio
- Ferropolis Melt Festival, Alemania 20 de julio
- Festival sudoeste TMN, Portugal 7 de agosto
- Expo Zaragoza, Zaragoza, España 10 de agosto
- Ola! Festival, El Ejido (Almería), España 15 de agosto
- Iglesia de Langholtskirkja, Reykjavík; Islandia, 26 de agosto